# Liste des députés européens de la 4e législature
Cet article est une liste des députés au Parlement européen pour la 4e législature, en fonction de 1994 à 1999. Les tableaux reflètent la composition à la fin de la législature, le 19 juillet 1999.
La Suède, l'Autriche et la Finlande étant entrés dans l'Union européenne le 1er janvier 1995, des élections intermédiaires se tiennent dans ces pays en 1995 et 1996.

## Composition du Parlement européen
| Groupe politique                   | Groupe politique                   | Groupe politique                                               | Tendance majoritaire                         | Députés   | Députés     |
| Groupe politique                   | Groupe politique                   | Groupe politique                                               | Tendance majoritaire                         | 1994-1995 | 1995-1999 ¹ |
| ---------------------------------- | ---------------------------------- | -------------------------------------------------------------- | -------------------------------------------- | --------- | ----------- |
|                                    | PSE                                | Parti socialiste européen                                      | Socialisme, social-démocratie                | 198       | 215         |
|                                    | PPE-DE                             | Parti populaire européen et Démocrates européens               | Démocratie-chrétienne, libéral-conservatisme | 157       | 181         |
|                                    | ELDR                               | Parti européen des libéraux, démocrates et réformateurs        | Libéralisme, fédéralisme                     | 43        | 44          |
|                                    | GUE                                | Gauche unitaire européenne ²                                   | Communisme, postcommunisme                   | 28        | 34          |
|                                    | FE                                 | Forza Europa ³                                                 | Démocratie-chrétienne, libéral-conservatisme | 27        | 51          |
|                                    | RDE                                | Rassemblement des démocrates européens ³                       | Conservatisme, nationalisme                  | 26        | 51          |
|                                    | V                                  | Les Verts                                                      | Écologisme                                   | 23        | 28          |
|                                    | ARE                                | Alliance radicale européenne                                   | Radicalisme, régionalisme                    | 19        | 19          |
|                                    | DE                                 | Europe des nations puis Indépendants pour l'Europe des nations | Nationalisme, euroscepticisme                | 19        | 15          |
|                                    |                                    |                                                                |                                              |           |             |
| Total de députés membre de groupes | Total de députés membre de groupes | Total de députés membre de groupes                             | Total de députés membre de groupes           | 540       | 587         |
|                                    | Députés non-inscrits               | Députés non-inscrits                                           | Députés non-inscrits                         | 27        | 31          |
|                                    |                                    |                                                                |                                              |           |             |
| Total des sièges pourvus           | Total des sièges pourvus           | Total des sièges pourvus                                       | Total des sièges pourvus                     | 567       | 618         |

¹ Adhésion de l'Autriche, la Suède et la Finlande à l'Union européenne le 1er janvier 1995.
² À la suite de l'adhésion de la Suède et de la Finlande, les députés de l'Alliance de la Gauche verte nordique rejoignent le groupe GUE qui prend le nom de Gauche unitaire européenne/Gauche verte nordique.
³ Les groupes FE et RDE fusionnent le 6 juillet 1995 pour former le groupe Union pour l'Europe, composé alors de 51 membres. En juin 1998 les 25 députés italiens de Forza Italia rejoindent le groupe PPE-DE.

## Groupe du Parti socialiste européen
| Nom                                                                                               | Parti                                                                                          | Pays        |
| ------------------------------------------------------------------------------------------------- | ---------------------------------------------------------------------------------------------- | ----------- |
| Ursula Schleicher                                                                                 | Parti social-démocrate d'Allemagne                                                             | Allemagne   |
| Gerhard Botz (en)                                                                                 | Parti social-démocrate d'Allemagne                                                             | Allemagne   |
| Dietrich Elchlepp (en) (Remplace Heinke Salisch le 6 février 1996.)                               | Parti social-démocrate d'Allemagne                                                             | Allemagne   |
| Evelyne Gebhardt                                                                                  | Parti social-démocrate d'Allemagne                                                             | Allemagne   |
| Norbert Glante                                                                                    | Parti social-démocrate d'Allemagne                                                             | Allemagne   |
| Willi Görlach (en)                                                                                | Parti social-démocrate d'Allemagne                                                             | Allemagne   |
| Lissy Gröner                                                                                      | Parti social-démocrate d'Allemagne                                                             | Allemagne   |
| Klaus Hänsch                                                                                      | Parti social-démocrate d'Allemagne                                                             | Allemagne   |
| Jutta Haug                                                                                        | Parti social-démocrate d'Allemagne                                                             | Allemagne   |
| Magdalene Hoff                                                                                    | Parti social-démocrate d'Allemagne                                                             | Allemagne   |
| Karin Jöns                                                                                        | Parti social-démocrate d'Allemagne                                                             | Allemagne   |
| Karin Junker                                                                                      | Parti social-démocrate d'Allemagne                                                             | Allemagne   |
| Heinz Kindermann (en)                                                                             | Parti social-démocrate d'Allemagne                                                             | Allemagne   |
| Constanze Krehl                                                                                   | Parti social-démocrate d'Allemagne                                                             | Allemagne   |
| Wilfried Kuckelkorn (en)                                                                          | Parti social-démocrate d'Allemagne                                                             | Allemagne   |
| Helmut Kuhne (en)                                                                                 | Parti social-démocrate d'Allemagne                                                             | Allemagne   |
| Annemarie Kuhn                                                                                    | Parti social-démocrate d'Allemagne                                                             | Allemagne   |
| Bernd Lange                                                                                       | Parti social-démocrate d'Allemagne                                                             | Allemagne   |
| Rolf Linkohr (en)                                                                                 | Parti social-démocrate d'Allemagne                                                             | Allemagne   |
| Günter Lüttge (en)                                                                                | Parti social-démocrate d'Allemagne                                                             | Allemagne   |
| Erika Mann                                                                                        | Parti social-démocrate d'Allemagne                                                             | Allemagne   |
| Helwin Peter (en)                                                                                 | Parti social-démocrate d'Allemagne                                                             | Allemagne   |
| Willi Piecyk (en)                                                                                 | Parti social-démocrate d'Allemagne                                                             | Allemagne   |
| Christa Randzio-Plath                                                                             | Parti social-démocrate d'Allemagne                                                             | Allemagne   |
| Bernhard Rapkay                                                                                   | Parti social-démocrate d'Allemagne                                                             | Allemagne   |
| Klaus Rehder (en)                                                                                 | Parti social-démocrate d'Allemagne                                                             | Allemagne   |
| Dagmar Roth-Behrendt                                                                              | Parti social-démocrate d'Allemagne                                                             | Allemagne   |
| Mechtild Rothe                                                                                    | Parti social-démocrate d'Allemagne                                                             | Allemagne   |
| Willi Rothley (en)                                                                                | Parti social-démocrate d'Allemagne                                                             | Allemagne   |
| Jannis Sakellariou (en)                                                                           | Parti social-démocrate d'Allemagne                                                             | Allemagne   |
| Detlev Samland (en)                                                                               | Parti social-démocrate d'Allemagne                                                             | Allemagne   |
| Axel Schäfer (en)                                                                                 | Parti social-démocrate d'Allemagne                                                             | Allemagne   |
| Gerhard Schmid (en)                                                                               | Parti social-démocrate d'Allemagne                                                             | Allemagne   |
| Barbara Schmidbauer                                                                               | Parti social-démocrate d'Allemagne                                                             | Allemagne   |
| Martin Schulz                                                                                     | Parti social-démocrate d'Allemagne                                                             | Allemagne   |
| Ulrich Stockmann (en)                                                                             | Parti social-démocrate d'Allemagne                                                             | Allemagne   |
| Christof Tannert (en)                                                                             | Parti social-démocrate d'Allemagne                                                             | Allemagne   |
| Ralf Walter (en)                                                                                  | Parti social-démocrate d'Allemagne                                                             | Allemagne   |
| Barbara Weiler                                                                                    | Parti social-démocrate d'Allemagne                                                             | Allemagne   |
| Rosemarie Wemheuer                                                                                | Parti social-démocrate d'Allemagne                                                             | Allemagne   |
| Wilmya Zimmermann                                                                                 | Parti social-démocrate d'Allemagne                                                             | Allemagne   |
| Herbert Bösch (en)                                                                                | Parti social-démocrate d'Autriche                                                              | Autriche    |
| Maria Berger                                                                                      | Parti social-démocrate d'Autriche                                                              | Autriche    |
| Harald Ettl (en)                                                                                  | Parti social-démocrate d'Autriche                                                              | Autriche    |
| Ilona Graenitz                                                                                    | Parti social-démocrate d'Autriche                                                              | Autriche    |
| Hilde Hawlicek                                                                                    | Parti social-démocrate d'Autriche                                                              | Autriche    |
| Hannes Swoboda                                                                                    | Parti social-démocrate d'Autriche                                                              | Autriche    |
| Anne Van Lancker                                                                                  | Socialistische Partij                                                                          | Belgique    |
| Freddy Willockx                                                                                   | Socialistische Partij                                                                          | Belgique    |
| Philippe De Coene                                                                                 | Parti socialiste                                                                               | Belgique    |
| Claude Delcroix (Remplace Raymonde Dury le 1er avril 1998.)                                       | Parti socialiste                                                                               | Belgique    |
| Claude Desama                                                                                     | Parti socialiste                                                                               | Belgique    |
| Raymonde Dury                                                                                     | Parti Socialiste                                                                               | Belgique    |
| José Happart                                                                                      | Parti socialiste                                                                               | Belgique    |
| Freddy Blak (en)                                                                                  | Sociaux-démocrates                                                                             | Danemark    |
| Kirsten Jensen                                                                                    | Sociaux-démocrates                                                                             | Danemark    |
| Niels Sindal (en)                                                                                 | Sociaux-démocrates                                                                             | Danemark    |
| Pedro Aparicio Sánchez                                                                            | Parti socialiste ouvrier espagnol                                                              | Espagne     |
| Enrique Barón                                                                                     | Parti socialiste ouvrier espagnol                                                              | Espagne     |
| Carlos María Bru (Remplace le Carmen Diez de Rivera le 4 février 1999.)                           | Parti socialiste ouvrier espagnol                                                              | Espagne     |
| Jesús Cabezón (Jusqu'au 20 juin 1999.)                                                            | Parti socialiste ouvrier espagnol                                                              | Espagne     |
| Juan Luis Colino Salamanca                                                                        | Parti socialiste ouvrier espagnol                                                              | Espagne     |
| Joan Colom i Naval                                                                                | Parti socialiste ouvrier espagnol                                                              | Espagne     |
| Bárbara Dührkop Dührkop                                                                           | Parti socialiste ouvrier espagnol                                                              | Espagne     |
| Manuela Frutos Gama                                                                               | Parti socialiste ouvrier espagnol                                                              | Espagne     |
| Ludivina García                                                                                   | Parti socialiste ouvrier espagnol                                                              | Espagne     |
| Juan de Dios Izquierdo Collado                                                                    | Parti socialiste ouvrier espagnol                                                              | Espagne     |
| María Izquierdo Rojo                                                                              | Parti socialiste ouvrier espagnol                                                              | Espagne     |
| Manuel Medina Ortega                                                                              | Parti socialiste ouvrier espagnol                                                              | Espagne     |
| José María Mendiluce                                                                              | Parti socialiste ouvrier espagnol                                                              | Espagne     |
| Ana Miranda de Lage                                                                               | Parti socialiste ouvrier espagnol                                                              | Espagne     |
| Fernando Pérez Royo                                                                               | Parti socialiste ouvrier espagnol                                                              | Espagne     |
| José Enrique Pons Grau                                                                            | Parti socialiste ouvrier espagnol                                                              | Espagne     |
| Juan de Dios Ramírez Heredia (Remplace Fernando Morán le 9 avril 1999.)                           | Parti socialiste ouvrier espagnol                                                              | Espagne     |
| Francisco Javier Sanz Fernández                                                                   | Parti socialiste ouvrier espagnol                                                              | Espagne     |
| Francisca Sauquillo Pérez del Arco                                                                | Parti socialiste ouvrier espagnol                                                              | Espagne     |
| Anna Terrón i Cusí                                                                                | Parti socialiste ouvrier espagnol                                                              | Espagne     |
| Josep Verde                                                                                       | Parti socialiste ouvrier espagnol                                                              | Espagne     |
| Jörn Donner                                                                                       | Parti social-démocrate de Finlande                                                             | Finlande    |
| Riitta Myller                                                                                     | Parti social-démocrate de Finlande                                                             | Finlande    |
| Reino Paasilinna                                                                                  | Parti social-démocrate de Finlande                                                             | Finlande    |
| Pertti Paasio                                                                                     | Parti social-démocrate de Finlande                                                             | Finlande    |
| Pervenche Berès                                                                                   | Parti socialiste                                                                               | France      |
| François Bernardini                                                                               | Parti socialiste                                                                               | France      |
| Marie-Arlette Carlotti (Remplace Frédérique Bredin le 20 juillet 1996.)                           | Parti socialiste                                                                               | France      |
| Gérard Caudron                                                                                    | Parti socialiste                                                                               | France      |
| Jean-Pierre Cot                                                                                   | Parti socialiste                                                                               | France      |
| Danielle Darras                                                                                   | Parti socialiste                                                                               | France      |
| Jean-Louis Cottigny (Remplace Élisabeth Guigou le 6 juin 1997.)                                   | Parti socialiste                                                                               | France      |
| Michel Rocard                                                                                     | Parti socialiste                                                                               | France      |
| Georges Garot (Remplace Catherine Trautmann le 6 juin 1997.)                                      | Parti socialiste                                                                               | France      |
| Olivier Duhamel (Remplace Bernard Kouchner le 6 juin 1997.)                                       | Parti socialiste                                                                               | France      |
| André Laignel                                                                                     | Parti socialiste                                                                               | France      |
| Marie-José Denys (Remplace Nicole Péry le 17 juillet 1997.                                        | Parti socialiste                                                                               | France      |
| Marie-Thérèse Mutin (Remplace Henri Weber, qui remplace Jack Lang du 2 août au 18 septembre 1997. | Parti socialiste                                                                               | France      |
| Marie-Noëlle Lienemann (Remplace Pierre Moscovici le 6 juin 1997.)                                | Parti socialiste                                                                               | France      |
| Michèle Lindeperg                                                                                 | Parti socialiste                                                                               | France      |
| Antoinette Fouque                                                                                 | Mouvement des radicaux de gauche                                                               | France      |
| Paraskevás Avgerinós                                                                              | Mouvement socialiste panhellénique                                                             | Grèce       |
| Yeóryios Katiforis                                                                                | Mouvement socialiste panhellénique                                                             | Grèce       |
| Kostas Klironomos                                                                                 | Mouvement socialiste panhellénique                                                             | Grèce       |
| Angéla Kokkóla                                                                                    | Mouvement socialiste panhellénique                                                             | Grèce       |
| Iríni Lambráki                                                                                    | Mouvement socialiste panhellénique                                                             | Grèce       |
| Nikos Papakyriazis                                                                                | Mouvement socialiste panhellénique                                                             | Grèce       |
| Chrístos Papoutsís                                                                                | Mouvement socialiste panhellénique                                                             | Grèce       |
| Stelios Panagopoulos                                                                              | Mouvement socialiste panhellénique                                                             | Grèce       |
| Giannis Roubatis                                                                                  | Mouvement socialiste panhellénique                                                             | Grèce       |
| Dimitris Tsatsos                                                                                  | Mouvement socialiste panhellénique                                                             | Grèce       |
| Bernie Malone                                                                                     | Parti travailliste                                                                             | Irlande     |
| Corrado Augias                                                                                    | Parti démocrate de la gauche                                                                   | Italie      |
| Francesco Baldarelli                                                                              | Parti démocrate de la gauche                                                                   | Italie      |
| Roberto Barzanti                                                                                  | Parti démocrate de la gauche                                                                   | Italie      |
| Rinaldo Bontempi                                                                                  | Parti démocrate de la gauche                                                                   | Italie      |
| Pierre Carniti                                                                                    | Parti démocrate de la gauche                                                                   | Italie      |
| Luigi Alberto Colajanni                                                                           | Parti démocrate de la gauche                                                                   | Italie      |
| Biagio De Giovanni                                                                                | Parti démocrate de la gauche                                                                   | Italie      |
| Giulio Fantuzzi                                                                                   | Parti démocrate de la gauche                                                                   | Italie      |
| Fiorella Ghilardotti                                                                              | Parti démocrate de la gauche                                                                   | Italie      |
| Renzo Imbeni                                                                                      | Parti démocrate de la gauche                                                                   | Italie      |
| Andrea Manzella                                                                                   | Parti démocrate de la gauche                                                                   | Italie      |
| Pasqualina Napoletano (Remplace Enrico Montesano le 11 novembre 1996.)                            | Parti démocrate de la gauche                                                                   | Italie      |
| Gaetano Carrozzo (Remplace Achille Occhetto le 11 novembre 1998.)                                 | Parti démocrate de la gauche                                                                   | Italie      |
| Giorgio Ruffolo                                                                                   | Parti démocrate de la gauche                                                                   | Italie      |
| Roberto Speciale                                                                                  | Parti démocrate de la gauche                                                                   | Italie      |
| Luciano Vecchi                                                                                    | Parti démocrate de la gauche                                                                   | Italie      |
| Elena Marinucci                                                                                   | Parti socialiste italien                                                                       | Italie      |
| Riccardo Nencini                                                                                  | Parti socialiste italien                                                                       | Italie      |
| Luciano Pettinari                                                                                 | Parti de la refondation communiste (1994-1996) Mouvement des communistes unitaires (1996-1999) | Italie      |
| Ben Fayot                                                                                         | Parti ouvrier socialiste luxembourgeois                                                        | Luxembourg  |
| Marcel Schlechter                                                                                 | Parti ouvrier socialiste luxembourgeois                                                        | Luxembourg  |
| Frits Castricum                                                                                   | Parti travailliste                                                                             | Pays-Bas    |
| Hedy d'Ancona                                                                                     | Parti travailliste                                                                             | Pays-Bas    |
| Piet Dankert                                                                                      | Parti travailliste                                                                             | Pays-Bas    |
| Alman Metten                                                                                      | Parti travailliste                                                                             | Pays-Bas    |
| Leonie van Bladel                                                                                 | Parti travailliste                                                                             | Pays-Bas    |
| Maartje van Putten                                                                                | Parti travailliste                                                                             | Pays-Bas    |
| Wim van Velzen                                                                                    | Parti travailliste                                                                             | Pays-Bas    |
| Jan Marinus Wiersma                                                                               | Parti travailliste                                                                             | Pays-Bas    |
| António Campos                                                                                    | Parti socialiste                                                                               | Portugal    |
| António Vitorino                                                                                  | Parti socialiste                                                                               | Portugal    |
| Carlos Candal                                                                                     | Parti socialiste                                                                               | Portugal    |
| Carlos Lage                                                                                       | Parti socialiste                                                                               | Portugal    |
| Elisa Maria Damião                                                                                | Parti socialiste                                                                               | Portugal    |
| Fernando Moniz                                                                                    | Parti socialiste                                                                               | Portugal    |
| Helena Torres Marques                                                                             | Parti socialiste                                                                               | Portugal    |
| João Soares                                                                                       | Parti socialiste                                                                               | Portugal    |
| José Apolinário                                                                                   | Parti socialiste                                                                               | Portugal    |
| José Barros Moura                                                                                 | Parti socialiste                                                                               | Portugal    |
| José Manuel Torres Couto                                                                          | Parti socialiste                                                                               | Portugal    |
| Luís Marinho                                                                                      | Parti socialiste                                                                               | Portugal    |
| Gordon Adam                                                                                       | Parti travailliste                                                                             | Royaume-Uni |
| Richard Balfe                                                                                     | Parti travailliste                                                                             | Royaume-Uni |
| Roger Barton                                                                                      | Parti travailliste                                                                             | Royaume-Uni |
| Angela Billingham                                                                                 | Parti travailliste                                                                             | Royaume-Uni |
| David Bowe                                                                                        | Parti travailliste                                                                             | Royaume-Uni |
| Ken Coates                                                                                        | Parti travailliste                                                                             | Royaume-Uni |
| Kenneth Collins                                                                                   | Parti travailliste                                                                             | Royaume-Uni |
| Peter Crampton                                                                                    | Parti travailliste                                                                             | Royaume-Uni |
| Christine Crawley                                                                                 | Parti travailliste                                                                             | Royaume-Uni |
| Tony Cunningham                                                                                   | Parti travailliste                                                                             | Royaume-Uni |
| Wayne David                                                                                       | Parti travailliste                                                                             | Royaume-Uni |
| Alan Donnelly                                                                                     | Parti travailliste                                                                             | Royaume-Uni |
| Michael Elliott                                                                                   | Parti travailliste                                                                             | Royaume-Uni |
| Robert Evans                                                                                      | Parti travailliste                                                                             | Royaume-Uni |
| Alexander Falconer                                                                                | Parti travailliste                                                                             | Royaume-Uni |
| Glyn Ford                                                                                         | Parti travailliste                                                                             | Royaume-Uni |
| Pauline Green                                                                                     | Parti travailliste                                                                             | Royaume-Uni |
| David Hallam                                                                                      | Parti travailliste                                                                             | Royaume-Uni |
| Veronica Hardstaff                                                                                | Parti travailliste                                                                             | Royaume-Uni |
| Lyndon Harrison                                                                                   | Parti travailliste                                                                             | Royaume-Uni |
| Mark Hendrick                                                                                     | Parti travailliste                                                                             | Royaume-Uni |
| Michael Hindley                                                                                   | Parti travailliste                                                                             | Royaume-Uni |
| Richard Howitt                                                                                    | Parti travailliste                                                                             | Royaume-Uni |
| Stephen Hughes                                                                                    | Parti travailliste                                                                             | Royaume-Uni |
| John Hume                                                                                         | Parti social-démocrate et travailliste                                                         | Royaume-Uni |
| Glenys Kinnock                                                                                    | Parti travailliste                                                                             | Royaume-Uni |
| Alfred Lomas                                                                                      | Parti travailliste                                                                             | Royaume-Uni |
| David Martin                                                                                      | Parti travailliste                                                                             | Royaume-Uni |
| Arlene McCarthy                                                                                   | Parti travailliste                                                                             | Royaume-Uni |
| Michael McGowan                                                                                   | Parti travailliste                                                                             | Royaume-Uni |
| Hugh McMahon                                                                                      | Parti travailliste                                                                             | Royaume-Uni |
| Eryl McNally                                                                                      | Parti travailliste                                                                             | Royaume-Uni |
| Thomas Megahy                                                                                     | Parti travailliste                                                                             | Royaume-Uni |
| Bill Miller                                                                                       | Parti travailliste                                                                             | Royaume-Uni |
| Eluned Morgan                                                                                     | Parti travailliste                                                                             | Royaume-Uni |
| David Morris                                                                                      | Parti travailliste                                                                             | Royaume-Uni |
| Simon Murphy                                                                                      | Parti travailliste                                                                             | Royaume-Uni |
| Clive Needle                                                                                      | Parti travailliste                                                                             | Royaume-Uni |
| Stan Newens                                                                                       | Parti travailliste                                                                             | Royaume-Uni |
| Edward Newman                                                                                     | Parti travailliste                                                                             | Royaume-Uni |
| Christine Oddy                                                                                    | Parti travailliste                                                                             | Royaume-Uni |
| Anita Pollack                                                                                     | Parti travailliste                                                                             | Royaume-Uni |
| Imelda Read                                                                                       | Parti travailliste                                                                             | Royaume-Uni |
| Barry Seal                                                                                        | Parti travailliste                                                                             | Royaume-Uni |
| Brian Simpson                                                                                     | Parti travailliste                                                                             | Royaume-Uni |
| Peter Skinner                                                                                     | Parti travailliste                                                                             | Royaume-Uni |
| Alex Smith                                                                                        | Parti travailliste                                                                             | Royaume-Uni |
| Shaun Spiers                                                                                      | Parti travailliste                                                                             | Royaume-Uni |
| Kenneth Stewart                                                                                   | Parti travailliste                                                                             | Royaume-Uni |
| Michael Tappin                                                                                    | Parti travailliste                                                                             | Royaume-Uni |
| David Thomas                                                                                      | Parti travailliste                                                                             | Royaume-Uni |
| Gary Titley                                                                                       | Parti travailliste                                                                             | Royaume-Uni |
| John Tomlinson                                                                                    | Parti travailliste                                                                             | Royaume-Uni |
| Carole Tongue                                                                                     | Parti travailliste                                                                             | Royaume-Uni |
| Peter Truscott                                                                                    | Parti travailliste                                                                             | Royaume-Uni |
| Susan Waddington                                                                                  | Parti travailliste                                                                             | Royaume-Uni |
| Mark Watts                                                                                        | Parti travailliste                                                                             | Royaume-Uni |
| Norman West                                                                                       | Parti travailliste                                                                             | Royaume-Uni |
| Ian White                                                                                         | Parti travailliste                                                                             | Royaume-Uni |
| Phillip Whitehead                                                                                 | Parti travailliste                                                                             | Royaume-Uni |
| Joe Wilson                                                                                        | Parti travailliste                                                                             | Royaume-Uni |
| Terry Wynn                                                                                        | Parti travailliste                                                                             | Royaume-Uni |
| Birgitta Ahlqvist                                                                                 | Parti social-démocrate suédois des travailleurs                                                | Suède       |
| Jan Andersson                                                                                     | Parti social-démocrate suédois des travailleurs                                                | Suède       |
| Anneli Hulthén                                                                                    | Parti social-démocrate suédois des travailleurs                                                | Suède       |
| Maj-Lis Lööw                                                                                      | Parti social-démocrate suédois des travailleurs                                                | Suède       |
| Maj Britt Theorin                                                                                 | Parti social-démocrate suédois des travailleurs                                                | Suède       |
| Tommy Waidelich                                                                                   | Parti social-démocrate suédois des travailleurs                                                | Suède       |
| Sören Wibe                                                                                        | Parti social-démocrate suédois des travailleurs                                                | Suède       |

## Groupe du Parti populaire européen
| Nom                                                                            | Parti                                                                       | Pays        |
| ------------------------------------------------------------------------------ | --------------------------------------------------------------------------- | ----------- |
| Otto Bardong (en)                                                              | Union chrétienne-démocrate d'Allemagne                                      | Allemagne   |
| Rolf Berend (en)                                                               | Union chrétienne-démocrate d'Allemagne                                      | Allemagne   |
| Reimer Böge                                                                    | Union chrétienne-démocrate d'Allemagne                                      | Allemagne   |
| Elmar Brok                                                                     | Union chrétienne-démocrate d'Allemagne                                      | Allemagne   |
| Karl-Heinz Florenz                                                             | Union chrétienne-démocrate d'Allemagne                                      | Allemagne   |
| Honor Funk (en)                                                                | Union chrétienne-démocrate d'Allemagne                                      | Allemagne   |
| Michael Gahler (Remplace Marlies Mosiek-Urbahn le 23 avril 1999.)              | Union chrétienne-démocrate d'Allemagne                                      | Allemagne   |
| Anne-Karin Glase                                                               | Union chrétienne-démocrate d'Allemagne                                      | Allemagne   |
| Lutz Goepel (en)                                                               | Union chrétienne-démocrate d'Allemagne                                      | Allemagne   |
| Alfred Gomolka                                                                 | Union chrétienne-démocrate d'Allemagne                                      | Allemagne   |
| Renate Heinisch (en)                                                           | Union chrétienne-démocrate d'Allemagne                                      | Allemagne   |
| Karsten Friedrich Hoppenstedt (en)                                             | Union chrétienne-démocrate d'Allemagne                                      | Allemagne   |
| Georg Jarzembowski (en)                                                        | Union chrétienne-démocrate d'Allemagne                                      | Allemagne   |
| Hedwig Keppelhoff-Wiechert                                                     | Union chrétienne-démocrate d'Allemagne                                      | Allemagne   |
| Christa Klaß                                                                   | Union chrétienne-démocrate d'Allemagne                                      | Allemagne   |
| Dieter-Lebrecht Koch                                                           | Union chrétienne-démocrate d'Allemagne                                      | Allemagne   |
| Christoph Werner Konrad (en)                                                   | Union chrétienne-démocrate d'Allemagne                                      | Allemagne   |
| Peter Kittelmann (en)                                                          | Union chrétienne-démocrate d'Allemagne                                      | Allemagne   |
| Werner Langen                                                                  | Union chrétienne-démocrate d'Allemagne                                      | Allemagne   |
| Brigitte Langenhagen                                                           | Union chrétienne-démocrate d'Allemagne                                      | Allemagne   |
| Klaus-Heiner Lehne (en)                                                        | Union chrétienne-démocrate d'Allemagne                                      | Allemagne   |
| Marlene Lenz                                                                   | Union chrétienne-démocrate d'Allemagne                                      | Allemagne   |
| Peter Liese                                                                    | Union chrétienne-démocrate d'Allemagne                                      | Allemagne   |
| Kurt Malangré                                                                  | Union chrétienne-démocrate d'Allemagne                                      | Allemagne   |
| Thomas Mann                                                                    | Union chrétienne-démocrate d'Allemagne                                      | Allemagne   |
| Winfried Menrad (en)                                                           | Union chrétienne-démocrate d'Allemagne                                      | Allemagne   |
| Peter Mombaur (en)                                                             | Union chrétienne-démocrate d'Allemagne                                      | Allemagne   |
| Hartmut Nassauer (en)                                                          | Union chrétienne-démocrate d'Allemagne                                      | Allemagne   |
| Doris Pack                                                                     | Union chrétienne-démocrate d'Allemagne                                      | Allemagne   |
| Hans-Gert Pöttering                                                            | Union chrétienne-démocrate d'Allemagne                                      | Allemagne   |
| Godelieve Quisthoudt-Rowohl                                                    | Union chrétienne-démocrate d'Allemagne                                      | Allemagne   |
| Günter Rinsche (en)                                                            | Union chrétienne-démocrate d'Allemagne                                      | Allemagne   |
| Horst Schnellhardt (en)                                                        | Union chrétienne-démocrate d'Allemagne                                      | Allemagne   |
| Jürgen Schröder (en)                                                           | Union chrétienne-démocrate d'Allemagne                                      | Allemagne   |
| Konrad Schwaiger (en)                                                          | Union chrétienne-démocrate d'Allemagne                                      | Allemagne   |
| Diemut Theato                                                                  | Union chrétienne-démocrate d'Allemagne                                      | Allemagne   |
| Stanislaw Tillich                                                              | Union chrétienne-démocrate d'Allemagne                                      | Allemagne   |
| Rainer Wieland (Remplace Siegbert Alber le 10 octobre 1997.)                   | Union chrétienne-démocrate d'Allemagne                                      | Allemagne   |
| Karl von Wogau                                                                 | Union chrétienne-démocrate d'Allemagne                                      | Allemagne   |
| Markus Ferber                                                                  | Union chrétienne-sociale en Bavière                                         | Allemagne   |
| Ingo Friedrich (en)                                                            | Union chrétienne-sociale en Bavière                                         | Allemagne   |
| Maren Günther                                                                  | Union chrétienne-sociale en Bavière                                         | Allemagne   |
| Otto von Habsburg                                                              | Union chrétienne-sociale en Bavière                                         | Allemagne   |
| Xaver Mayer (en)                                                               | Union chrétienne-sociale en Bavière                                         | Allemagne   |
| Bernd Posselt (en)                                                             | Union chrétienne-sociale en Bavière                                         | Allemagne   |
| Edgar Schiedermeier (en)                                                       | Union chrétienne-sociale en Bavière                                         | Allemagne   |
| Reinhard Rack (en)                                                             | Parti populaire autrichien                                                  | Autriche    |
| Paul Rübig                                                                     | Parti populaire autrichien                                                  | Autriche    |
| Agnes Schierhuber                                                              | Parti populaire autrichien                                                  | Autriche    |
| Michael Spindelegger                                                           | Parti populaire autrichien                                                  | Autriche    |
| Karl Habsburg-Lothringen                                                       | Parti populaire autrichien                                                  | Autriche    |
| Ursula Stenzel                                                                 | Parti populaire autrichien                                                  | Autriche    |
| Hubert Pirker (en)                                                             | Parti populaire autrichien                                                  | Autriche    |
| Gérard Deprez                                                                  | Parti social-chrétien                                                       | Belgique    |
| Mathieu Grosch                                                                 | Christlich Soziale Partei                                                   | Belgique    |
| Fernand Herman                                                                 | Parti social-chrétien                                                       | Belgique    |
| Wilfried Martens                                                               | Christelijke Volkspartij                                                    | Belgique    |
| Marianne Thyssen                                                               | Christelijke Volkspartij                                                    | Belgique    |
| Leo Tindemans                                                                  | Christelijke Volkspartij                                                    | Belgique    |
| Frode Kristoffersen (en)                                                       | Parti populaire conservateur                                                | Danemark    |
| Christian Rovsing (en)                                                         | Parti populaire conservateur                                                | Danemark    |
| Poul Schlüter                                                                  | Parti populaire conservateur                                                | Danemark    |
| Julio Añoveros Trias de Bes                                                    | Parti populaire                                                             | Espagne     |
| Javier Areitio Toledo                                                          | Parti populaire                                                             | Espagne     |
| Felipe Camisón Asensio (Remplace Mercedes de la Merced le 12 décembre 1995.)   | Parti populaire                                                             | Espagne     |
| Miguel Arias Cañete                                                            | Parti populaire                                                             | Espagne     |
| Francisca Bennàssar Tous                                                       | Parti populaire                                                             | Espagne     |
| Luis Campoy Zueco                                                              | Parti populaire                                                             | Espagne     |
| Laura Elena de Esteban Martín                                                  | Parti populaire                                                             | Espagne     |
| José Antonio Escudero                                                          | Parti populaire                                                             | Espagne     |
| María Teresa Estevan Bolea                                                     | Parti populaire                                                             | Espagne     |
| Juan Manuel Fabra Vallés                                                       | Parti populaire                                                             | Espagne     |
| Gerardo Fernández Albor                                                        | Parti populaire                                                             | Espagne     |
| Fernando Fernández Martín                                                      | Parti populaire                                                             | Espagne     |
| Carmen Fraga                                                                   | Parti populaire                                                             | Espagne     |
| Gerardo Galeote Quecedo                                                        | Parti populaire                                                             | Espagne     |
| José Manuel García-Margallo                                                    | Parti populaire                                                             | Espagne     |
| Salvador Garriga Polledo                                                       | Parti populaire                                                             | Espagne     |
| José María Gil-Robles                                                          | Parti populaire                                                             | Espagne     |
| Jorge Salvador Hernández Mollar (Remplace Celia Villalobos le 2 octobre 1995.) | Parti populaire                                                             | Espagne     |
| Íñigo Méndez de Vigo                                                           | Parti populaire                                                             | Espagne     |
| Ana de Palacio                                                                 | Parti populaire                                                             | Espagne     |
| José Javier Pomés Ruiz (Remplace le Abel Matutes 10 mai 1996.)                 | Parti populaire                                                             | Espagne     |
| Encarnación Redondo Jiménez                                                    | Parti populaire                                                             | Espagne     |
| Carlos Robles Piquer                                                           | Parti populaire                                                             | Espagne     |
| José Salafranca Sánchez-Neyra                                                  | Parti populaire                                                             | Espagne     |
| Joaquín Sisó Cruellas                                                          | Parti populaire                                                             | Espagne     |
| Jaime Valdivielso de Cué                                                       | Parti populaire                                                             | Espagne     |
| José Valverde López                                                            | Parti populaire                                                             | Espagne     |
| Daniel Varela                                                                  | Parti populaire                                                             | Espagne     |
| Concepció Ferrer                                                               | Union démocratique de Catalogne                                             | Espagne     |
| Raimo Ilaskivi                                                                 | Parti de la coalition nationale                                             | Finlande    |
| Marjo Matikainen-Kallström                                                     | Parti de la coalition nationale                                             | Finlande    |
| Jyrki Otila (en)                                                               | Parti de la coalition nationale                                             | Finlande    |
| Kirsi Piha                                                                     | Parti de la coalition nationale                                             | Finlande    |
| Roger Karoutchi (Remplace Dominique Baudis le 3 octobre 1997.)                 | Union pour la démocratie française                                          | France      |
| Pierre Bernard-Reymond                                                         | Union pour la démocratie française                                          | France      |
| Jean-Louis Bourlanges                                                          | Union pour la démocratie française                                          | France      |
| Georges de Brémond d'Ars                                                       | Union pour la démocratie française                                          | France      |
| Jean-Pierre Bébéar                                                             | Union pour la démocratie française                                          | France      |
| Francis Decourrière                                                            | Union pour la démocratie française                                          | France      |
| Nicole Fontaine                                                                | Union pour la démocratie française                                          | France      |
| Françoise Grossetête                                                           | Union pour la démocratie française                                          | France      |
| André Fourçans (Remplace Robert Hersant le 6 juin 1997.)                       | Union pour la démocratie française                                          | France      |
| Yves Verwaerde                                                                 | Union pour la démocratie française                                          | France      |
| Bernard Lehideux (Remplace Bernard Stasi le 6 juin 1997.)                      | Union pour la démocratie française                                          | France      |
| André Soulier                                                                  | Union pour la démocratie française                                          | France      |
| Marie-France de Rose                                                           | Mouvement pour la France (UN puis I–EN, jusqu'en 1998)) Démocratie libérale | France      |
| Thierry Jean-Pierre                                                            | Mouvement pour la France (UN puis I–EN, jusqu'en 1998)) Démocratie libérale | France      |
| Geórgios Anastasópoulos                                                        | Nouvelle Démocratie                                                         | Grèce       |
| Stelios Argyros                                                                | Nouvelle Démocratie                                                         | Grèce       |
| Efthýmios Christodoúlou                                                        | Nouvelle Démocratie                                                         | Grèce       |
| Kostís Hadjidákis                                                              | Nouvelle Démocratie                                                         | Grèce       |
| Giorgos Dimitrakopoulos                                                        | Nouvelle Démocratie                                                         | Grèce       |
| Panagiotis Labrias                                                             | Nouvelle Démocratie                                                         | Grèce       |
| Nana Mouskouri                                                                 | Nouvelle Démocratie                                                         | Grèce       |
| Pavlos Sarlis                                                                  | Nouvelle Démocratie                                                         | Grèce       |
| Antónios Trakatéllis                                                           | Nouvelle Démocratie                                                         | Grèce       |
| Mary Banotti                                                                   | Fine Gael                                                                   | Irlande     |
| John Cushnahan                                                                 | Fine Gael                                                                   | Irlande     |
| Alan Gillis                                                                    | Fine Gael                                                                   | Irlande     |
| Joe McCartin                                                                   | Fine Gael                                                                   | Irlande     |
| Gerardo Bianco                                                                 | Parti populaire italien                                                     | Italie      |
| Giovanni Burtone                                                               | Parti populaire italien                                                     | Italie      |
| Carlo Casini                                                                   | Parti populaire italien                                                     | Italie      |
| Pierluigi Castagnetti                                                          | Parti populaire italien                                                     | Italie      |
| Maria Paola Colombo Svevo                                                      | Parti populaire italien                                                     | Italie      |
| Giuseppe Mottola (Remplace Giampaolo D'Andreale 11 novembre 1998.)             | Parti populaire italien                                                     | Italie      |
| Antonio Graziani                                                               | Parti populaire italien                                                     | Italie      |
| Carlo Secchi                                                                   | Parti populaire italien                                                     | Italie      |
| Livio Filippi                                                                  | Pacte Segni                                                                 | Italie      |
| Danilo Poggiolini                                                              | Pacte Segni                                                                 | Italie      |
| Vincenzo Viola Remplace Mariotto Segni le 18 septembre 1995.)                  | Pacte Segni                                                                 | Italie      |
| Michl Ebner                                                                    | Parti populaire sud-tyrolien                                                | Italie      |
| Aldo Arroni                                                                    | Forza Italia                                                                | Italie      |
| Claudio Azzolini                                                               | Forza Italia                                                                | Italie      |
| Monica Stefania Baldi                                                          | Forza Italia                                                                | Italie      |
| Valerio Baldini                                                                | Forza Italia                                                                | Italie      |
| Giampiero Boniperti                                                            | Forza Italia                                                                | Italie      |
| Ernesto Caccavale                                                              | Forza Italia                                                                | Italie      |
| Luigi Caligaris                                                                | Forza Italia                                                                | Italie      |
| Ombretta Colli                                                                 | Forza Italia                                                                | Italie      |
| Alessandro Danesin                                                             | Forza Italia                                                                | Italie      |
| Stefano De Luca                                                                | Forza Italia                                                                | Italie      |
| Pietro Antonio Di Prima                                                        | Forza Italia                                                                | Italie      |
| Luigi Andrea Florio                                                            | Forza Italia                                                                | Italie      |
| Riccardo Garosci                                                               | Forza Italia                                                                | Italie      |
| Giacomo Leopardi                                                               | Forza Italia                                                                | Italie      |
| Giancarlo Ligabue                                                              | Forza Italia                                                                | Italie      |
| Franco Malerba                                                                 | Forza Italia                                                                | Italie      |
| Alfonso Luigi Marra                                                            | Forza Italia                                                                | Italie      |
| Roberto Mezzaroma                                                              | Forza Italia                                                                | Italie      |
| Eolo Parodi                                                                    | Forza Italia                                                                | Italie      |
| Guido Podestà                                                                  | Forza Italia                                                                | Italie      |
| Giacomo Santini                                                                | Forza Italia                                                                | Italie      |
| Umberto Scapagnini                                                             | Forza Italia                                                                | Italie      |
| Antonio Tajani                                                                 | Forza Italia                                                                | Italie      |
| Luisa Todini                                                                   | Forza Italia                                                                | Italie      |
| Guido Viceconte                                                                | Forza Italia                                                                | Italie      |
| Astrid Lulling                                                                 | Parti populaire chrétien-social                                             | Luxembourg  |
| Viviane Reding                                                                 | Parti populaire chrétien-social                                             | Luxembourg  |
| Pam Cornelissen                                                                | Appel chrétien-démocrate                                                    | Pays-Bas    |
| Hanja Maij-Weggen                                                              | Appel chrétien-démocrate                                                    | Pays-Bas    |
| Ria Oomen                                                                      | Appel chrétien-démocrate                                                    | Pays-Bas    |
| Arie Oostlander                                                                | Appel chrétien-démocrate                                                    | Pays-Bas    |
| Karla Peijs                                                                    | Appel chrétien-démocrate                                                    | Pays-Bas    |
| Peter Pex                                                                      | Appel chrétien-démocrate                                                    | Pays-Bas    |
| Bartho Pronk                                                                   | Appel chrétien-démocrate                                                    | Pays-Bas    |
| Jim Janssen van Raaij                                                          | Appel chrétien-démocrate                                                    | Pays-Bas    |
| Jan Sonneveld                                                                  | Appel chrétien-démocrate                                                    | Pays-Bas    |
| Wim van Velzen                                                                 | Appel chrétien-démocrate                                                    | Pays-Bas    |
| António Capucho                                                                | Parti social-démocrate                                                      | Portugal    |
| Arlindo Cunha                                                                  | Parti social-démocrate                                                      | Portugal    |
| Carlos Coelho                                                                  | Parti social-démocrate                                                      | Portugal    |
| Carlos da Costa Neves                                                          | Parti social-démocrate                                                      | Portugal    |
| Carlos Pimenta                                                                 | Parti social-démocrate                                                      | Portugal    |
| Eurico de Melo                                                                 | Parti social-démocrate                                                      | Portugal    |
| Francisco Lucas Pires                                                          | Parti social-démocrate                                                      | Portugal    |
| Helena Vaz da Silva                                                            | Parti social-démocrate                                                      | Portugal    |
| José Mendes Bota                                                               | Parti social-démocrate                                                      | Portugal    |
| Manuel Porto                                                                   | Parti social-démocrate                                                      | Portugal    |
| Nélio Mendonça                                                                 | Parti social-démocrate                                                      | Portugal    |
| Bryan Cassidy                                                                  | Parti conservateur                                                          | Royaume-Uni |
| Giles Chichester                                                               | Parti conservateur                                                          | Royaume-Uni |
| John Corrie                                                                    | Parti conservateur                                                          | Royaume-Uni |
| Brendan Donnelly                                                               | Parti conservateur (1994–1999) Parti conservateur pro-européen (1999)       | Royaume-Uni |
| James Elles                                                                    | Parti conservateur                                                          | Royaume-Uni |
| Caroline Jackson                                                               | Parti conservateur                                                          | Royaume-Uni |
| Edward Kellett-Bowman                                                          | Parti conservateur                                                          | Royaume-Uni |
| Graham Mather                                                                  | Parti conservateur                                                          | Royaume-Uni |
| Anne McIntosh                                                                  | Parti conservateur                                                          | Royaume-Uni |
| Edward McMillan-Scott                                                          | Parti conservateur                                                          | Royaume-Uni |
| James Moorhouse                                                                | Libéraux-démocrates (ELDR, jusqu'en 1998) Parti conservateur                | Royaume-Uni |
| Roy Perry                                                                      | Parti conservateur                                                          | Royaume-Uni |
| Henry Plumb                                                                    | Parti conservateur                                                          | Royaume-Uni |
| James Provan                                                                   | Parti conservateur                                                          | Royaume-Uni |
| Tom Spencer                                                                    | Parti conservateur                                                          | Royaume-Uni |
| John Stevens                                                                   | Parti conservateur (1994–1999) Parti conservateur pro-européen (1999)       | Royaume-Uni |
| Jack Stewart-Clark                                                             | Parti conservateur                                                          | Royaume-Uni |
| Robert Sturdy                                                                  | Parti conservateur                                                          | Royaume-Uni |
| Gunilla Carlsson                                                               | Modérés                                                                     | Suède       |
| Charlotte Cederschiöld                                                         | Modérés                                                                     | Suède       |
| Staffan Linder                                                                 | Modérés                                                                     | Suède       |
| Per Stenmarck                                                                  | Modérés                                                                     | Suède       |
| Ivar Virgin                                                                    | Modérés                                                                     | Suède       |

## Groupe du Parti européen des libéraux, démocrates et réformateurs
| Nom                                                          | Parti                                                     | Pays        |
| ------------------------------------------------------------ | --------------------------------------------------------- | ----------- |
| Friedhelm Frischenschlager (en)                              | Forum libéral                                             | Autriche    |
| Anne André-Léonard                                           | Parti réformateur libéral                                 | Belgique    |
| Jean Gol                                                     | Parti réformateur libéral                                 | Belgique    |
| Philippe Monfils                                             | Parti réformateur libéral                                 | Belgique    |
| Willy De Clercq                                              | Vlaamse Liberalen en Democraten                           | Belgique    |
| Mimi Kestelijn-Sierens                                       | Vlaamse Liberalen en Democraten                           | Belgique    |
| Annemie Neyts-Uyttebroeck                                    | Vlaamse Liberalen en Democraten                           | Belgique    |
| Antoinette Spaak                                             | Front démocratique des francophones                       | Belgique    |
| Lone Dybkjær                                                 | Parti social-libéral danois                               | Danemark    |
| Bertel Haarder                                               | Gauche                                                    | Danemark    |
| Eva Hansen                                                   | Gauche                                                    | Danemark    |
| Niels Anker Kofoed                                           | Gauche                                                    | Danemark    |
| Karin Riis-Jørgensen                                         | Gauche                                                    | Danemark    |
| Carles Gasòliba                                              | Convergence démocratique de Catalogne                     | Espagne     |
| Joan Vallvé                                                  | Convergence démocratique de Catalogne                     | Espagne     |
| Sirkka-Liisa Anttila                                         | Parti du centre                                           | Finlande    |
| Mirja Ryynänen                                               | Parti du centre                                           | Finlande    |
| Astrid Thors                                                 | Parti populaire suédois                                   | Finlande    |
| Kyösti Virrankoski (en)                                      | Parti du centre                                           | Finlande    |
| Paavo Väyrynen                                               | Parti du centre                                           | Finlande    |
| Jean-Thomas Nordmann (Remplace Yves Galland le 19 mai 1995.) | Union pour la démocratie française                        | France      |
| Pat Cox                                                      | Indépendant                                               | Irlande     |
| Raimondo Fassa                                               | Ligue du Nord                                             | Italie      |
| Giorgio La Malfa                                             | Parti républicain italien                                 | Italie      |
| Charles Goerens                                              | Parti démocratique                                        | Luxembourg  |
| Jan-Willem Bertens                                           | Démocrates 66                                             | Pays-Bas    |
| Johanna Boogerd-Quaak                                        | Démocrates 66                                             | Pays-Bas    |
| Laurens Jan Brinkhorst                                       | Démocrates 66                                             | Pays-Bas    |
| Doeke Eisma                                                  | Démocrates 66                                             | Pays-Bas    |
| Robert Jan Goedbloed                                         | Parti populaire libéral et démocrate                      | Pays-Bas    |
| Elly Plooij-van Gorsel                                       | Parti populaire libéral et démocrate                      | Pays-Bas    |
| Jessica Larive                                               | Parti populaire libéral et démocrate                      | Pays-Bas    |
| Jan Mulder                                                   | Parti populaire libéral et démocrate                      | Pays-Bas    |
| Gijs de Vries                                                | Parti populaire libéral et démocrate                      | Pays-Bas    |
| Jan-Kees Wiebenga                                            | Parti populaire libéral et démocrate                      | Pays-Bas    |
| Florus Wijsenbeek                                            | Parti populaire libéral et démocrate                      | Pays-Bas    |
| Robin Teverson                                               | Libéraux-démocrates                                       | Royaume-Uni |
| Graham Watson                                                | Libéraux-démocrates                                       | Royaume-Uni |
| James Moorhouse                                              | Parti conservateur Libéraux-démocrates (à partir de 1998) | Royaume-Uni |
| Hadar Cars                                                   | Parti du Peuple - Les Libéraux                            | Suède       |
| Hans Lindqvist                                               | Parti du centre                                           | Suède       |
| Karl Erik Olsson                                             | Parti du centre                                           | Suède       |

## Gauche unitaire européenne/Gauche verte nordique
| Nom                                                                     | Parti                                                 | Pays     |
| ----------------------------------------------------------------------- | ----------------------------------------------------- | -------- |
| John Iversen (en) (Remplace Lilli Gyldenkilde le 15 janvier 1996.)      | Parti populaire socialiste                            | Danemark |
| Carlos Carnero                                                          | Gauche unie                                           | Espagne  |
| Laura González Álvarez                                                  | Gauche unie                                           | Espagne  |
| Antoni Gutiérrez                                                        | Gauche unie                                           | Espagne  |
| Salvador Jové Peres                                                     | Gauche unie                                           | Espagne  |
| Pedro Marset Campos                                                     | Gauche unie                                           | Espagne  |
| Alonso Puerta                                                           | Gauche unie                                           | Espagne  |
| Ángela Sierra                                                           | Gauche unie                                           | Espagne  |
| María Sornosa Martínez                                                  | Gauche unie                                           | Espagne  |
| Abdelkader Mohamed Ali (Remplace le María Jesús Aramburu 28 mars 1996.) | Gauche unie                                           | Espagne  |
| Outi Ojala                                                              | Alliance de gauche                                    | Finlande |
| Esko Seppänen                                                           | Alliance de gauche                                    | Finlande |
| Sylviane Ainardi                                                        | Parti communiste français                             | France   |
| Mireille Elmalan                                                        | Parti communiste français                             | France   |
| Philippe Herzog                                                         | Parti communiste français                             | France   |
| Francis Wurtz                                                           | Parti communiste français                             | France   |
| Gisèle Moreau                                                           | Parti communiste français                             | France   |
| Jean Querbes (Remplace René Piquet le 1er mai 1997.)                    | Parti communiste français                             | France   |
| Aline Pailler                                                           | Parti communiste français                             | France   |
| Alékos Alavános                                                         | Synaspismós                                           | Grèce    |
| Mihalis Papagiannakis                                                   | Synaspismós                                           | Grèce    |
| Vasílios Evfremídis                                                     | Parti communiste de Grèce                             | Grèce    |
| Giannis Theonas                                                         | Parti communiste de Grèce                             | Grèce    |
| Luigi Vinci                                                             | Parti de la refondation communiste                    | Italie   |
| Fausto Bertinotti                                                       | Parti de la refondation communiste                    | Italie   |
| Luciana Castellina                                                      | Parti de la refondation communiste                    | Italie   |
| Lucio Manisco                                                           | Parti de la refondation communiste                    | Italie   |
| Carlo Ripa di Meana                                                     | Fédération des Verts Gauche verte (à partir de 1998). | Italie   |
| Honório Novo                                                            | Parti communiste portugais                            | Portugal |
| Joaquim Miranda                                                         | Parti communiste portugais                            | Portugal |
| Luís Sá                                                                 | Parti communiste portugais                            | Portugal |
| Marianne Eriksson                                                       | Parti de gauche                                       | Suède    |
| Jonas Sjöstedt                                                          | Parti de gauche                                       | Suède    |
| Jörn Svensson                                                           | Parti de gauche                                       | Suède    |

## Groupe des Verts
| Nom                                                                                   | Parti                                                           | Pays        |
| ------------------------------------------------------------------------------------- | --------------------------------------------------------------- | ----------- |
| Undine von Blottnitz                                                                  | Alliance 90/Les Verts                                           | Allemagne   |
| Hiltrud Breyer                                                                        | Alliance 90/Les Verts                                           | Allemagne   |
| Claudia Roth, jusqu'au 23 novembre 1998 Ozan Ceyhun, à partir du 23 novembre 1998     | Alliance 90/Les Verts                                           | Allemagne   |
| Daniel Cohn-Bendit                                                                    | Alliance 90/Les Verts                                           | Allemagne   |
| Friedrich-Wilhelm Graefe zu Baringdorf                                                | Alliance 90/Les Verts                                           | Allemagne   |
| Wolfgang Kreissl-Dörfler (en)                                                         | Alliance 90/Les Verts                                           | Allemagne   |
| Edith Müller                                                                          | Alliance 90/Les Verts                                           | Allemagne   |
| Elisabeth Schroedter                                                                  | Alliance 90/Les Verts                                           | Allemagne   |
| Irene Soltwedel-Schäfer                                                               | Alliance 90/Les Verts                                           | Allemagne   |
| Wilfried Telkämper (en)                                                               | Alliance 90/Les Verts                                           | Allemagne   |
| Wolfgang Ullmann                                                                      | Alliance 90/Les Verts                                           | Allemagne   |
| Frieder Otto Wolf (de)                                                                | Alliance 90/Les Verts                                           | Allemagne   |
| Johannes Voggenhuber                                                                  | Les Verts - L'Alternative verte                                 | Autriche    |
| Magda Aelvoet                                                                         | Agalev                                                          | Belgique    |
| Paul Lannoye                                                                          | Ecolo                                                           | Belgique    |
| Heidi Hautala                                                                         | Ligue verte                                                     | Finlande    |
| Nuala Ahern                                                                           | Parti vert                                                      | Irlande     |
| Patricia McKenna                                                                      | Parti vert                                                      | Irlande     |
| Alexander Langer, jusqu'au 11 juillet 1995 Gianni Tamino, à partir du 11 juillet 1995 | Fédération des Verts                                            | Italie      |
| Maria Adelaide Aglietta                                                               | Fédération des Verts                                            | Italie      |
| Leoluca Orlando                                                                       | Mouvement pour la démocratie - Le réseau                        | Italie      |
| Jup Weber                                                                             | Les Verts                                                       | Luxembourg  |
| Joost Lagendijk                                                                       | Gauche verte                                                    | Pays-Bas    |
| Nel van Dijk                                                                          | Gauche verte                                                    | Pays-Bas    |
| Hugh Kerr                                                                             | Parti travailliste Parti socialiste écossais (à partir de 1997) | Royaume-Uni |
| Malou Lindholm                                                                        | Parti de l'environnement Les Verts                              | Suède       |
| Per Gahrton                                                                           | Parti de l'environnement Les Verts                              | Suède       |
| Ulf Holm                                                                              | Parti de l'environnement Les Verts                              | Suède       |
| Inger Schörling                                                                       | Parti de l'environnement Les Verts                              | Suède       |

## Union pour l'Europe
Lors de l'ouverture de la législature, le Rassemblement des démocrates européens (RDE) regroupe des députés de quatre pays, alors que Forza Europa (FE) ne regroupe que des députés italiens. Le 6 juillet 1995, les deux groupes fusionnent au sein de l'Union pour l'Europe (UPE).
| Nom                                                                   | Parti                                                                          | Pays     |
| --------------------------------------------------------------------- | ------------------------------------------------------------------------------ | -------- |
| Jean Baggioni                                                         | Rassemblement pour la République                                               | France   |
| Christian Cabrol                                                      | Rassemblement pour la République                                               | France   |
| Hélène Carrère d'Encausse                                             | Rassemblement pour la République                                               | France   |
| Gérard d'Aboville                                                     | Rassemblement pour la République                                               | France   |
| Blaise Aldo                                                           | Rassemblement pour la République                                               | France   |
| Jean-Pierre Bazin                                                     | Rassemblement pour la République                                               | France   |
| Jacques Donnay                                                        | Rassemblement pour la République                                               | France   |
| Alain Pompidou                                                        | Rassemblement pour la République                                               | France   |
| Pierre Lataillade (Remplace Christian Jacob le 2 septembre 1997.)     | Rassemblement pour la République                                               | France   |
| Jean-Antoine Giansily (Remplace Jean-Pierre Raffarin le 19 mai 1995.) | Centre national des indépendants et paysans                                    | France   |
| Armelle Guinebertière                                                 | Rassemblement pour la République                                               | France   |
| Marie-Thérèse Hermange                                                | Rassemblement pour la République                                               | France   |
| Jean-Claude Pasty                                                     | Rassemblement pour la République                                               | France   |
| Anne-Marie Schaffner                                                  | Rassemblement pour la République                                               | France   |
| Philippe Martin                                                       | Mouvement pour la France (EDN, jusqu'en 1996) Rassemblement pour la République | France   |
| Anne-Christine Poisson                                                | Mouvement pour la France (EDN, jusqu'en 1996) Indépendante                     | France   |
| Katerína Daskaláki                                                    | Printemps Politique                                                            | Grèce    |
| Nikítas Kaklamánis                                                    | Printemps Politique                                                            | Grèce    |
| Niall Andrews                                                         | Fianna Fáil                                                                    | Irlande  |
| Gerry Collins                                                         | Fianna Fáil                                                                    | Irlande  |
| Brian Crowley                                                         | Fianna Fáil                                                                    | Irlande  |
| Jim Fitzsimons                                                        | Fianna Fáil                                                                    | Irlande  |
| Pat the Cope Gallagher                                                | Fianna Fáil                                                                    | Irlande  |
| Liam Hyland                                                           | Fianna Fáil                                                                    | Irlande  |
| Mark Killilea                                                         | Fianna Fáil                                                                    | Irlande  |
| Pier Ferdinando Casini                                                | Centre chrétien-démocrate                                                      | Italie   |
| Alessandro Fontana                                                    | Centre chrétien-démocrate                                                      | Italie   |
| Enrico Ferri                                                          | Centre chrétien-démocrate                                                      | Italie   |
| Marilena Marin                                                        | Ligue du Nord                                                                  | Italie   |
| José Girão Pereira                                                    | Parti populaire                                                                | Portugal |
| Manuel Monteiro                                                       | Parti populaire                                                                | Portugal |
| Rui Vieira                                                            | Parti populaire                                                                | Portugal |
| Celeste Cardona                                                       | Parti populaire                                                                | Portugal |

## Alliance radicale européenne
| Nom | Parti                                                  | Pays        |
| --- | ------------------------------------------------------ | ----------- |
| Jaak Vandemeulebroucke, jusqu'au 16 octobre 1998 Nelly Maes, à partir du 16 octobre 1998                       | Volksunie                                              | Belgique    |
| Antonio González Triviño                                                                                       | Parti socialiste ouvrier espagnol                      | Espagne     |
| Josu Jon Imaz (PPE), jusqu'au 5 janvier 1999 José Domingo Posada, à partir du 21 janvier 1999                  | Parti nationaliste basque Coalition galicienne         | Espagne     |
| Isidoro Sánchez, jusqu'au 17 septembre 1996 Alfonso Novo, du 18 septembre 1996 au 7 octobre 1998 Manuel Escolá | Coalition canarienne Union valencienne Parti aragonais | Espagne     |
| Michel Dary | Mouvement des radicaux de gauche                       | France      |
| Christine Mustin-Mayer                                                                                         | Mouvement des Radicaux de Gauche                       | France      |
| Bernard Castagnède                                                                                             | Mouvement des radicaux de gauche                       | France      |
| Bernard Tapie, jusqu'au 5 février 1997 Michel Scarbonchi, à partir du 5 février 1997                           | Mouvement des radicaux de gauche                       | France      |
| Jean-François Hory                                                                                             | Mouvement des radicaux de gauche                       | France      |
| Catherine Lalumière                                                                                            | Mouvement des radicaux de gauche                       | France      |
| Christiane Taubira                                                                                             | Mouvement des radicaux de gauche                       | France      |
| Noël Mamère, jusqu'au 13 août 1998 Henri de Lassus, à partir du 13 août 1998                                   | Mouvement des radicaux de gauche                       | France      |
| André Sainjon                                                                                                  | Mouvement des radicaux de gauche                       | France      |
| Odile Leperre-Verrier                                                                                          | Mouvement des radicaux de gauche                       | France      |
| Pierre Pradier                                                                                                 | Mouvement des radicaux de gauche                       | France      |
| Dominique Saint-Pierre                                                                                         | Mouvement des radicaux de gauche                       | France      |
| Gianfranco Dell'Alba                                                                                           | Liste Pannella                                         | Italie      |
| Marco Pannella, jusqu'au 30 mars 1996 Olivier Dupuis, à partir du 30 mars 1996                                 | Liste Pannella                                         | Italie      |
| Winnie Ewing                                                                                                   | Parti national écossais                                | Royaume-Uni |
| Allan Macartney, jusqu'au 25 août 1998 Ian Hudghton, à partir du 30 novembre 1998                              | Parti national écossais                                | Royaume-Uni |

## Indépendants pour l'Europe des nations
Lors de l'ouverture de la législature, le groupe pour l'Europe des nations (EDN) est créé. Le 10 novembre 1996, il est dissous, mais ses membres fondent le 20 décembre 1996 un nouveau groupe baptisé groupe des Indépendants pour l'Europe des nations (I-EDN).
| Nom                                                               | Parti                             | Pays        |
| ----------------------------------------------------------------- | --------------------------------- | ----------- |
| Lis Jensen                                                        | Mouvement populaire contre l'UE   | Danemark    |
| Ole Krarup (en)                                                   | Mouvement populaire contre l'UE   | Danemark    |
| Jens-Peter Bonde                                                  | Mouvement de juin                 | Danemark    |
| Ulla Sandbæk                                                      | Mouvement de juin                 | Danemark    |
| Raymond Chesa                                                     | Rassemblement pour la République  | France      |
| Georges Berthu                                                    | Mouvement pour la France          | France      |
| Charles de Gaulle                                                 | Mouvement pour la France          | France      |
| Hervé Fabre-Aubrespy                                              | Mouvement pour la France          | France      |
| Stéphane Buffetaut (Remplace James Goldsmith le 20 juillet 1997.) | Mouvement pour la France          | France      |
| Édouard des Places                                                | Mouvement pour la France          | France      |
| Dominique Souchet                                                 | Mouvement pour la France          | France      |
| Frédéric Striby                                                   | Mouvement pour la France          | France      |
| Françoise Seillier                                                | Mouvement pour la France          | France      |
| Johannes Blokland                                                 | Ligue politique réformée          | Pays-Bas    |
| Rijk van Dam                                                      | Fédération politique réformatrice | Pays-Bas    |
| Leendert "Leen" van der Waal                                      | Parti politique réformé           | Pays-Bas    |
| Jim Nicholson                                                     | Parti unioniste d'Ulster          | Royaume-Uni |

## Non-inscrits
| Nom                                                         | Parti                          | Pays        |
| ----------------------------------------------------------- | ------------------------------ | ----------- |
| Gerhard Hager (en)                                          | Parti de la liberté d'Autriche | Autriche    |
| Hans Kronberger                                             | Parti de la liberté d'Autriche | Autriche    |
| Franz Linser (en)                                           | Parti de la liberté d'Autriche | Autriche    |
| Klaus Lukas (en)                                            | Parti de la liberté d'Autriche | Autriche    |
| Daniela Raschhofer                                          | Parti de la liberté d'Autriche | Autriche    |
| Peter Sichrovsky                                            | Parti de la liberté d'Autriche | Autriche    |
| Daniel Féret                                                | Front national                 | Belgique    |
| Frank Vanhecke                                              | Vlaams Blok                    | Belgique    |
| Karel Dillen                                                | Vlaams Blok                    | Belgique    |
| Éric Pinel (Remplace Philippe de Villiers le 17 juin 1997.) | Mouvement pour la France       | France      |
| Bernard Antony                                              | Front national                 | France      |
| Yvan Blot                                                   | Front national                 | France      |
| Bruno Gollnisch                                             | Front national                 | France      |
| Jean-Marie Le Pen                                           | Front national                 | France      |
| Bruno Mégret                                                | Front national                 | France      |
| Jean-Claude Martinez                                        | Front national                 | France      |
| Carl Lang                                                   | Front national                 | France      |
| Marie-France Stirbois                                       | Front national                 | France      |
| Jean-Marie Le Chevallier                                    | Front national                 | France      |
| Fernand Le Rachinel                                         | Front national                 | France      |
| Jean-Yves Le Gallou                                         | Front national                 | France      |
| Umberto Bossi                                               | Ligue du Nord                  | Italie      |
| Gipo Farassino                                              | Ligue du Nord                  | Italie      |
| Marco Formentini                                            | Ligue du Nord                  | Italie      |
| Luigi Moretti                                               | Ligue du Nord                  | Italie      |
| Ian Paisley                                                 | Parti unioniste démocrate      | Royaume-Uni |